# Muda
Muda (jap. 無駄) ist das japanische Wort für eine sinnlose Tätigkeit, das Nichtvorhandensein von Sinn oder Nutzen. Es wird definiert als

“… any human activity that absorbs resources but creates no value.”

„… jede menschliche Aktivität, die Ressourcen verbraucht, aber keinen Wert erzeugt.“

Die Muda-Vermeidung ist ein Bestandteil des Toyota-Produktionssystems und ein Kernelement innerhalb der Lean-Unternehmensphilosophie.

## Wortherkunft
In der deutschsprachigen Rezeption ist das Wort „Muda“, das in der englischsprachigen Lean-Literatur mit „waste“ übersetzt wurde, was auch die Bedeutung von Müll oder etwas Überflüssigem innehat, mit dem Wort „Verschwendung“ gleichgesetzt worden. Dies ist jedoch eine Verkürzung des von Taiichi Ōno, Produktionsleiter bei Toyota, benutzten Begriffs „Muda“, der stets die Beurteilung über den Nutzen für den Akteur implizierte. Während das Gegenteil des Wortes „Verschwendung“ die Sparsamkeit ist, ist Antonym des Wortes Muda die „Nützlichkeit“, „Sinnhaftigkeit“, „Wirksamkeit“. Das japanische Wort für Verschwendung als Antonym für Sparsamkeit ist rōhi (浪費). Die Gleichsetzung des Wortes Muda mit Verschwendung im deutschen Sprachraum ist demnach eine durch die Übersetzung aus dem Englischen erfolgte Interpretationsfalle, die vor allem bei der Beurteilung der Muda-Vermeidung im personellen Bereich fatale Auswirkungen begünstigen kann. Wenn Ōno in seinem Werk das Wort Muda benutzt, dann sind diese Stellen im Original häufig mit dem Begriff „unnötiger Aufwand“ treffender zu übersetzen.
Diese Unterscheidung wurde jedoch nicht durch Ōno, sondern durch englischsprachige Autoren in die Literatur eingeführt.

## Arten der Verschwendung
In der Produktionstechnik unterteilte Ohno sieben Arten der Verschwendung. Diese wurden später durch weitere ergänzt oder für andere Arbeitsgebiete adaptiert. Die traditionelle Unterteilung lautet:
- Materialbewegungen (Transportation): Transport von Gütern, die für die Durchführung der Verarbeitung nicht erforderlich sind
- Bestände (Inventory): alle Komponenten, unfertigen Produkte und Fertigprodukte, die nicht verarbeitet werden
- Bewegungen (Motion): Menschen oder Geräte, die sich mehr bewegen oder gehen, als zur Durchführung der Verarbeitung erforderlich ist
- Wartezeiten (Waiting): Warten auf den nächsten Produktionsschritt, kein Auftreten der Weiterverarbeitung
- Überproduktion (Over-Production): Produktion übersteigt die Nachfrage
- Überarbeitung (Over-Processing): zu komplexer Prozess oder Überqualität, die durch unzureichendes Prozess- oder Produktdesign entsteht
- Korrekturen und Fehler (Defects): der Aufwand für die Inspektion und Behebung von Mängeln

Diese Unterteilung lässt sich leicht merken mit der Abkürzung TIMWOOD (erste Buchstaben der englischen Schreibweise).

## Kritik
Der amerikanische Universitätsprofessor für Operations Research Mark L. Spearman kritisiert die Unklarheiten und logischen Schwächen des Ansatzes. Demnach wird in der extensiven Literatur zum Thema die Verschwendung nur selten als korreliert beschrieben. Die Reduktion eines Muda führt aber in der Tat häufig zur Zunahme eines anderen. Beispielsweise reduziert die Reduktion großer Fertigungslose (Muda) auch die Bestände. Im Gegenzug erzeugen reduzierte Bestände sowohl den Bedarf nach häufigeren Bewegungen als auch nach häufigerem Rüsten (beides ebenfalls Muda). Solche Unklarheiten dienten nach Spearman einzig wenig skrupelbehafteten Consultants.
Folgt man Spearmans Kritik, dann ist die Reduktion von Verschwendungen in allen Produktionssystemen notwendig und in einer modernen, konkurrenzgetriebenen Industrie vielleicht intensiver als früher zu betreiben. Sie ist aber weder eine Eigenart von Lean-Systemen noch ist sie durch japanische Ingenieure erfunden worden.